# Christian Albrecht Wolters
Christian Albrecht Wolters (* 7. Juli 1716 in Oldenburg (Oldb); † 8. April 1799 ebenda) war ein oldenburgischer Konferenzrat und Kanzleidirektor.

## Leben
Wolters studierte Rechtswissenschaften und trat im März 1739 als Sekretär der Regierungskanzlei in den oldenburgischen Staatsdienst ein. Zu dieser Zeit war die Kanzlei die oberste Verwaltungs- und Gerichtsbehörde der Grafschaften Oldenburg und Delmenhorst, die in Personalunion mit dem Königreich Dänemark verbunden waren. In dieser Behörde verbrachte Wolters seine gesamte Beamtenlaufbahn und arbeitete sich bis an ihre Spitze vor. 1741 wurde er zum Kanzleirat und 1747 zum Justizrat ernannt. 1752 war er kurzzeitig advocatus fisci et camerae, 1755 erhielt er den Titel Wirklicher Justizrat und 1773 den Titel Etatsrat.
Nach dem Übergang der Grafschaften an die jüngere Linie des Hauses Gottorf durch den Vertrag von Zarskoje Selo 1773 verblieb Wolters in den Diensten der Kanzlei, wurde ein Jahr später deren Vizedirektor mit dem Titel eines Konferenzrates und übernahm die Leitung schließlich im März 1781 unter dem Herzog Peter I. Diese Stellung hatte er bis zu seinem Tode inne.

## Familie
Wolters heiratete am 7. August 1754 Christina Amalia, geb. von Hendorff (1740–1804), die Tochter des Generalkriegskommissars und Postmeisters Johann Georg von Hendorff (1703–1775) und Schwester des oldenburgischen Kammerdirektors Friedrich Wilhelm von Hendorff (1738–1798).